# Speise (Hüttenwesen)
Als Speise, ein historischer Begriff aus dem Hüttenwesen, wurden Zwischenprodukte und Rückstände in Schmelzprozessen bei der Gewinnung von Metallen bezeichnet. Es kommt vor, dass der Begriff mit weiteren hüttenmännischen Worten kombiniert auftritt, beispielsweise als Bleispeise oder Raffinatspeise.

## Chemismus
Nach chemischen Gesichtspunkten handelt es sich je nach den verhütteten Erzen um eine uneinheitlich zusammengesetzte Masse, oft intermetallische Verbindungen und beigemengte Metallsulfide. In den häufigen Fällen ist das Element Arsen darin chemisch gebunden oder seine Sulfide enthalten, da diese als natürliche Bestandteile in den bereits auf der Scheidebank und im Pochwerk aufbereiteten Rohkonzentraten vieler Erze (beispielsweise Fahlerzminerale) vorkommen. Solche Speisen traten und treten bei der Verarbeitung von Bismut-, Blei-, Cobalt-, Eisen-, Kupfer-, Nickel-, Silber- und Zinkerzen oder goldhaltigen Konzentraten auf.
Die natürliche Verbreitung des Elements Arsen (As) ist durch charakteristische Paragenesen in vielen sulfidischen Erzkörpern gegeben, so dass es in den daraus gewonnenen Metallen ohne Raffinationsschritte stets enthalten ist. Diese As-Anteile müssen im Verlauf der Hüttenprozesse unter erheblichen Aufwendungen aus den Metallen entfernt werden. Die Alchemisten befassten sich in vielfacher Weise mit den Arsensulfiden und hielten Arsenik für den Grundbestandteil aller Metalle. Tatsächlich bildet Arsen mit Metallen chemische Verbindungen, die Arsenide.

## Historische Beschreibungen
Über die Entstehung von Speisen im Hüttenprozess berichtet Theodor Richter (1865) wie folgt mit zeitgenössischen chemischen Formeln:

„In Hüttenprodukten, welche bei der Zugutemachung der Erze durch den Schmelzprozess erzeugt werden, ist das Eisen ebenfalls in verschiedenem Zustande enthalten, und zwar:

a) metallisch [...]

b) in Verbindung mit Arsen in

den verschiedenen Speisen, die beim Verschmelzen solcher Silber-, Blei- und Kupfererze [an]fallen, welche Eisen, Nickel und Kobalt an Arsen gebunden enthalten. Die Zusammensetzung einer solchen Speise ist sehr verschieden; in den meisten Fällen besteht sie aus (Fe, Ni, Co)4As, seltener aus R3As, in sehr veränderlichen Verhältnissen der basischen Metalle, gemengt oder verbunden mit mehr oder weniger Fe, Pb, Cu, Sb, Zn und Ag.
Diejenige Speise, welche bei der Verschmelzung abgerösteter goldhaltiger Arsenkiese [an]fällt, ist eine Verbindung von Fe4As und Fe.“
Die Raffinatspeise wird von Theodor Richter wie folgt beschrieben:
„[...] jede durch Concentriren und Raffiniren von Nebenbestandteilen so weit befreite Speise, dass sie sich der Zusammensetzung von (Ni, Co)4As nähert; [...].“
Nach Theodor Richter besteht die Kobaltspeise von den Blaufarbenwerken „hauptsächlich aus (Ni, Co)3As, seltener aus (Ni, Co)4As, mit beigemengtem Bi; bisweilen enthält sie auch Fen, As und Ag, seltener Cu.“